# Mahameghavana
Mahameghavana est un site antique bouddhiste au Sri Lanka à Anurâdhapura.
Selon la légende, le jour de l'arrivée du moine Mahinda sur l'île, ce parc a été offert au saṅgha. À cette occasion, celui-ci dispersa des fleurs dans huit directions pour indiquer les emplacements des futurs monastères et la terre trembla huit fois.
Il est dit aussi que quatre Bouddhas, Gautama et les trois qui l'ont précédé s'y sont rendus.

## Ouvrages consultés
- (en) Robert E. Buswell Jr et  Donald S. Lopez Jr, The Princeton Dictionary of Buddhism, Princeton (N.J.), Princeton University Press, 2013, 1304 p. (ISBN 978-0-691-15786-3 et 0-691-15786-3, lire en ligne). Lire en ligne: .Consulté le 22 août 2020.

- (en) Gunapala Piyasena Malalasekera, Dictionary of Pali Proper Names, volume 1,"A-M"lieu=New Delhi, Asian Educational Services, 2003, 2556 p. (ISBN 978-81-206-1823-7, lire en ligne). Lire en ligne: . Consulté le 22 août 2020.

Remarque: Il s'agit d'une réimpression de l'édition originale de 1938.